# Neodeta
Neodeta is een geslacht van vlinders van de familie Uraniavlinders (Uraniidae), uit de onderfamilie Epipleminae.

## Soorten
- N. fasciata Warren, 1906
- N. nana Warren, 1906
- N. ochriplaga Warren, 1906